# Hásteinsvöllur
Das Hásteinsvöllur ist ein Fußballstadion in der isländischen Gemeinde Vestmannaeyjabær auf der Insel Heimaey, Inselgruppe Vestmannaeyjar (deutsch Westmännerinseln). Es ist die Heimspielstätte des Fußballclubs ÍBV Vestmannaeyja.

## Geschichte
Die Anlage wurde 1912 eröffnet und bietet heute 2983 Plätze, davon 983 Sitzplätze. 1960 wurde das Hásteinsvöllur renoviert. Von 2012 bis 2013 fand die Errichtung des Rangs im Süden statt. Diese überdachte Tribüne ist aus Stahlbeton gebaut und verfügt über Umkleideräume. Die nördliche Tribüne ist unüberdacht. Direkt hinter der Südtribüne liegt die Fußballtrainingshalle Eimskipshöllin.
2017 wurde es von der BBC als eine der zehn schönsten Sportarenen der Welt bezeichnet. Im April 2021 bewertete die Website 90min.com das Hásteinsvöllur als 14. schönstes Stadion der Welt.